# Джейнс Информейшън Груп
Джейнс Информейшън Груп е британско издателство, основано през 1898 г., специализирано в авиационните, военните и транспортните теми. През 1997 г. е купена от щатската компания IHS Inc., но продължава да издава под популярната марка Jane's.

## Издания

### Ежегодни справочници
- Jane's Aircraft Recognition Guide
- Jane's All the World's Aircraft
- Jane's Armour and Artillery
- Jane's Defence Industry News
- Jane's Fighting Ships
- Jane's Guns Recognition Guide
- Jane's High Speed Marine Transportation
- Jane's Infantry Weapons
- Jane's Military Communications
- Jane's Urban Transport Systems
- Jane's Vintage Aircraft Recognition Guide
- Jane's World Railways
- Jane's Special Forces Recognition Guide

### Периодика
- Jane's Defence Weekly
- Jane's International Defence Review
- Jane's Navy International
- Jane's Intelligence Review
- Jane's Intelligence Digest
- Jane's Defence Industry
- Jane's Airport Review
- Jane's Police Review (прекратен)